# NGC 4242
NGC 4242 este o intermediate spiral galaxy⁠(d) situată în constelația Câinii de Vânătoare. A fost descoperită în 1788 de către William Herschel. Se află la o distanță de 5,5 megaparseci de Pământ.